# Andrzej Węgierski (1600–1649)
Andrzej Węgierski herbu Belina (inne formy nazwiska: Andrzej Wengierski, łac. Andreas Vengerscius, pseud. Adrianus Regenvolscius, ur. 16 listopada 1600 w Ostrorogu, zm. 11 stycznia 1649 w Orzeszkowie) – polski działacz reformacji, kaznodzieja protestancki, duchowny Jednoty braci czeskich, rektor gimnazjum w Lesznie, historyk reformacji, poeta, tłumacz, minister zboru we Włodawie (1633–1648) podlegającego dystryktowi lubelsko-chełmskiemu Kościoła kalwińskiego, senior kalwińskiego okręgu lubelskiego (od 1644 r.).

## Rodzina i młodość
Pochodził z drobnoszlacheckiej rodziny wywodzącej się z Węgierek i od kilku pokoleń związanej z reformacją. Ojcem Andrzeja Węgierskiego był Wacław, a braćmi kalwińscy kaznodzieje: Tomasz, Jan, Wojciech oraz Maciej Węgierski. Pierwsze nauki pobierał w przyzborowej szkole w Ostrorogu, a następnie w gimnazjum braci czeskich w Lesznie i Schönaichianum w Bytomiu Odrzańskim na Śląsku (1614–1620). Po powrocie do kraju praktykował jako kaznodzieja u boku swojego brata Tomasza, wówczas ministra w Barcinie, a następnie krótko przebywał w Gimnazjum Akademickim w Toruniu (1621–1623). Wyższe nauki pobierał na uniwersytecie w Lejdzie.

## Działalność duszpasterska i naukowa
Był kalwinistą. We wrześniu 1622 r. został na synodzie w Ostrorogu ordynowany na diakona i katechetę, a następnie skierowany do Kwilcza jako pomocnik tamtejszego ministra i kierownik miejscowej szkoły przyzborowej. W 1625 r. objął w Opolu Lubelskim obowiązki kaznodziei u Barbary z Leszczyńskich Słupeckiej (córki Andrzeja, żony Stanisława Słupeckiego, kasztelana lubelskiego). W 1627 r. na koszt Jednoty odbył podróż edukacyjną do Lejdy, Franeker i Groningen, gdzie studiował teologię oraz poznawał ówczesną historiografię. Do Polski powrócił w 1629 r., by objąć obowiązki ministra i rektora szkoły w Lesznie.
4 października 1629 r. ożenił się z Dorotą Orliczówną, córką konseniora wielkopolskiego Samuela Orlicza.
Na wezwanie Rafał Leszczyńskiego, wojewody bełskiego przybył 5 listopada 1633 r. do Włodawy, by za zgodą objąć obowiązki tamtejszego ministra i seniora. W tym czasie sytuacja zboru w należącym do Leszczyńskiego miasteczku nie była łatwa, ponieważ oprócz zwolenników kalwinizmu, znalazła tu schronienie znaczna grupa pobiałogórskich emigrantów czeskich. Spośród wyznawców konfesji protestanckich była tu też grupa luteran. Na tle jurysdykcji Jednoty braci czeskich z jednej strony i lubelskiego Kościoła kalwińskiego dochodziło początkowo do niesnasek, które zostały zakończone porozumieniem.
Andrzej Węgierski szybko zdobył uznanie wśród protestantów dystryktu lubelskiego, uczestnicząc w synodach i konwokacjach całej prowincji małopolskiej. Sam był też gospodarzem zjazdów kalwińskich we Włodawie w l. 1639, 1642 i 1644. Uczestniczył także w konwokacji generalnej Kościołów kalwińskich Korony i Litwy oraz braci czeskich, której rezultatem było ujednolicenie liturgii obu wyznań protestanckich. Ostateczne porozumienie zawarto we Włodawie na spotkaniu zainaugurowanym w 22 września 1634 r.
W 1634 r. Węgierski został mianowany pisarzem dystryktowym, a w 1643 r. synod w Bełżycach powołał go na konseniora dystryktu lubelskiego. 21 kwietnia 1644 r. na synodzie w Kocku wybrano go jednogłośnie seniorem kalwińskiego okręgu lubelskiego.

## Twórczość
Po roku 1630 podjął współpracę z Janem Amosem Komeńskim, m.in. tłumacząc na polski jego Janua linguarum reserata (Drzwi języków otworzone, Gdańsk 1633). Prócz pracy duszpasterskiej Węgierski wiele uwagi poświęcał przygotowaniom do colloquium charitativum oraz zbliżeniu wyznaniowemu braci czeskich i kalwinów. We Włodawie napisał też trzyczęściowego Kaznodzieję (Kaznodzieja osobny, Kaznodzieja domowy, Kaznodzieja zborowy) oraz dzieło swego życia Historię reformacji w krajach słowiańskich wydaną anonimowo w 1652 r. pod tytułem Systema historico-chronologicum Ecclesiarum Slavonicarum per provincias varias praecipue Poloniae, Bohemcae, Lituaniae, Russiae, Prussie, Moraviae etc. distinctiarum. Utwór, który ukazał się po śmierci autora, nie wzbudził początkowo odpowiedniego zainteresowania. Dzięki emigrantom braci polskich w Holandii dzieło zostało ponownie wydane (Amsterdam 1679) i wzbogacone o materiały do dziejów unitarianizmu w Polsce. Do dziś stanowi jedno z najważniejszych źródeł do dziejów reformacji tej części Europy.

### Ważniejsze utwory
- Gamelia pio coniugio... Johannis Wegierski... et Susannae Petriciae, Toruń 1623, drukarnia Frisian (5 wierszy z okazji zaślubin; jeden porusza zagadnienie małżeństwa księży)
- Disputatio theologica de conciliis ecclesiasticis, Lejda 1628, drukarnia B. i A. Elzewirowie
- Generalis confessio doctrinae ecclesiarum reformatarum, brak miejsca wydania 1645 (wyznanie wiary zredagowane na Colloquium charitativum w Toruniu, w roku 1644)
- Kaznodzieja osobny... II. Kaznodzieja domowy...[1] III. Kaznodzieja zborowy, Gdańsk 1646, drukarnia Hünefeld; wyd. następne: Królewiec 1706[2] – Kaznodzieja osobny wyd. poprzednio oddzielnie: Baranów 1642[3], drukarnia J. Twardomęski (śpiewnik i podręcznik modlitewny; zawiera wiele szczegółów naświetlających poglądy religijne i społeczne braci czeskich)
- Systema historico-chronologicum ecclesiarum Slavonicarum per provincias varias, Utrecht 1652, drukarnia Johann a Waesberge[4]; wyd. następne rozszerzone pt. Liberi quatuor Slavoniae reformatae, Amsterdam 1679, (wyd. pod pseud.: Adrianus Regenvolscius; praca zawiera dzieje braci czeskich i stanowi jedną z najwcześniejszych prób ujęcia dziejów reformacji w Polsce do roku 1650 na tle europejskim)[5].

### Przekłady
- J. A. Komenski Ianua linguarum reserata, Gdańsk 1634 (przekł. polski wraz z oryginałem łacińskim); wyd. następne: zob. Estreicher XIX, 441 nn.

## Schyłek życia
Mimo aktywności Węgierskigo oraz protekcji ze strony kolejnych kalwińskich właścicieli Włodawy (Leszczyńscy, Rafał Buczacki) na kondycji zboru włodawskiego odbijała się pogarszająca się sytuacja protestantów w Rzeczypospolitej. W dodatku w 1648 r. doszło do wybuchu powstania Chmielnickego, w trakcie którego Włodawa ucierpiała od jednego z podjazdów kozackich. Spłonął kościół reformowany, plebania, większość księgozbiorów. Sam Węgierski wraz z żoną i 3 młodocianymi synami oraz najcenniejszymi książkami opuścił Włodawę na wieść o zbliżaniu się nieprzyjaciela. Znalazł schronienie w rodzinnej Wielkopolsce, w Skokach. Jednak przeziębiwszy się podczas pogrzebu w niedalekim Orzeszkowie, zmarł 11 stycznia 1649 r. Pochowany został w Skokach 7 lutego 1649 r.